# Ахляйтнер, Артур
Артур Ахляйтнер (нем. Arthur Achleitner; 1858—1927) — немецкий писатель, творчество которого (согласно «Энциклопедическому словарю Брокгауза и Ефрона») «касается преимущественно жизни альпийского мира»; не следует путать его с другим немецкоязычным литератором-однофамильцем Фридрихом, который родился спустя три года после смерти Артура.

## Биография
Артур Ахляйтнер родился 16 августа 1858 года в баварском городе Штраубинге.
По окончании средней школы, отец (Innozenz Achleitner) сразу послал юношу продолжать обучение в Университете Зальцбурга. Однако, вскоре после смерти родителя, Артур Ахляйтнер оставил учёбу и отправился в путешествие по Европе. Весьма живые и талантливые репортажи о своих странствиях он отсылал в несколько немецких газет, которые с охотой их публиковали на своих страницах. После того, как имя путешественника и этнографа-любителя стало узнаваемы. мюнхенская газета «Süddeutsche Presse» предложила ему место постоянное сотрудничество. Ахляйтнер принял предложение и с той поры постоянно проживал в Мюнхене, являясь внештатным корреспондентом издания.
В 1897 году Herzog von Anhalt присвоил ему звание профессора и должность тайного советника, которую он занимал до самой кончины. Будучи страстным охотником, Артур Ахляйтнер не упускал ни малейшей возможности вырваться на простор и это не могла не найти отображения в его публикациях. Однако, прежде всего, его работы интересны тем, что в них описываются местные нравы, обычаи и традиции людей в австрийских и Баварских Альпах, а также в прибрежных Средиземноморских регионах бывшей Австро-Венгерской империи (в основном в Хорватии и Боснии).
Артур Ахляйтнер скончался 29 сентября 1927 года в городе Мюнхене, и нашёл своё последнее пристанище на кладбище Sendling.

## Избранная библиография
- «Im Passionsdorfe» (1890);
- «Aus dem Hochwald» (1892) ;
- «Bilder aus den deutschen Alpen» (1892);
- «Im Gamsgebirg» (1893);
- «Gr üne Brüche» (1894);
- «Tirol und Vorarlberg» (1894);
- «Resche Luft» (1894);
- «Fröhlich Gejaid» (1895);
- «Geschichten aus den Bergen» (1889—1895);
- «Fels und Firn» (1895);
- «Amor im Hochland» (1899);
- «Exzellenz Pokrok» (1905);
- «Im grünen Tann» (1897);
- «Celsissimus» (1900);
- «Themis im Gebirge» (1902);
- «Das Schloß im Moor» (1903);
- «Themis und Diana» (1913).